# Ambasada RP w Budapeszcie

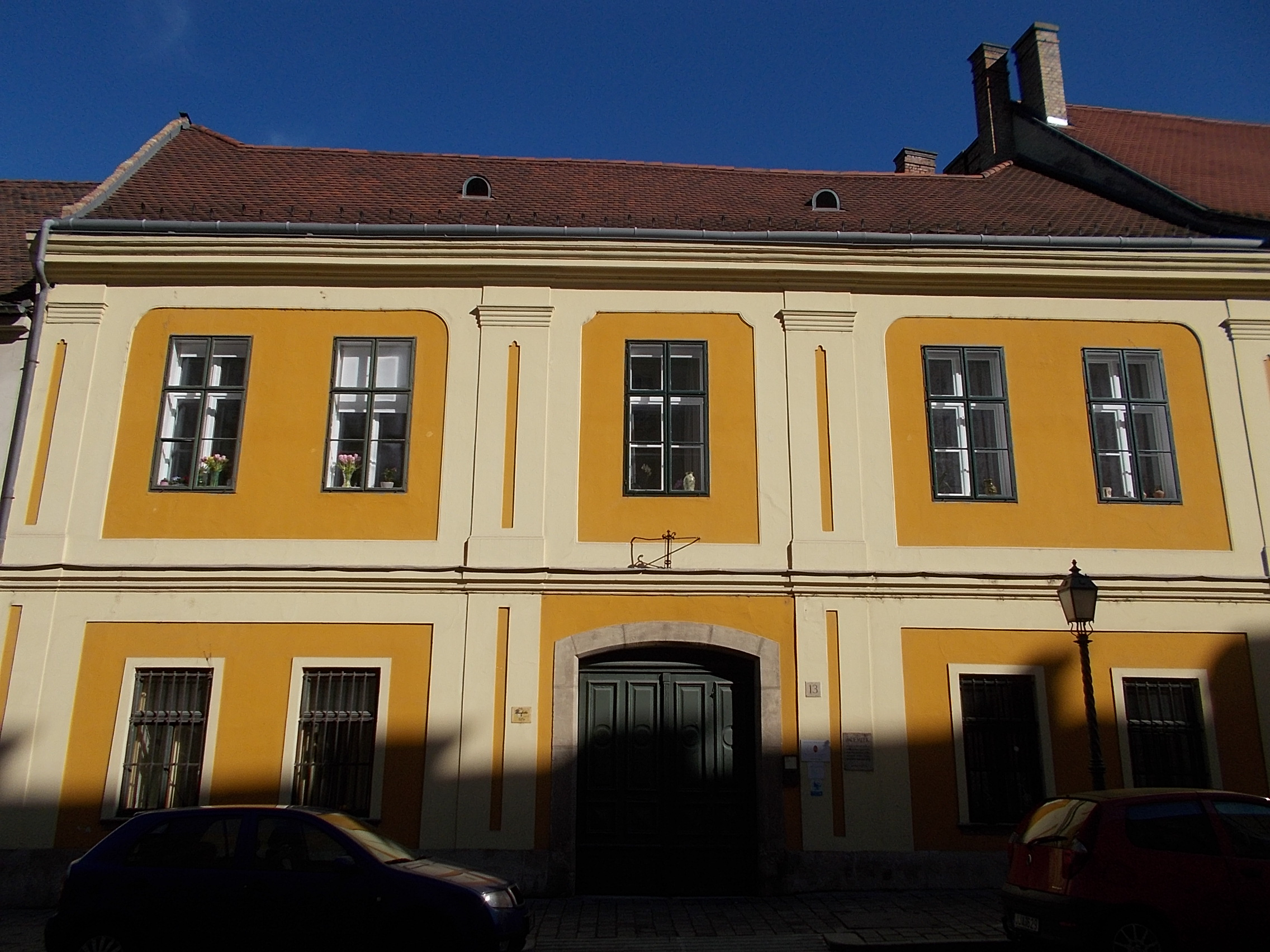
b. siedziba Poselstwa RP w domu Sztojakowicza (1932–1939)

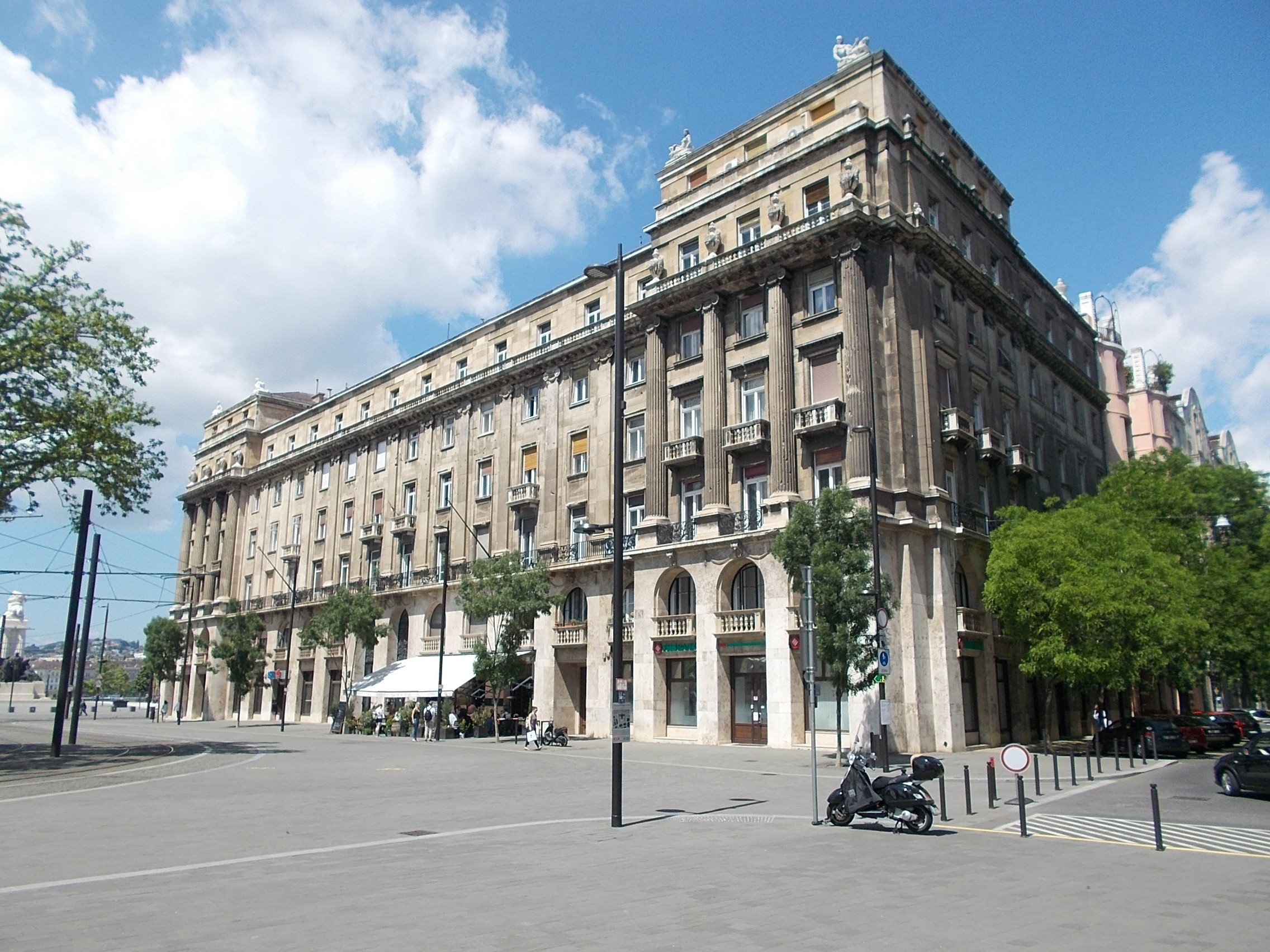
b. siedziba Konsulatu RP przy Kossuth Lajos ter 13-15 (1932)

Ambasada Rzeczypospolitej Polskiej na Węgrzech z siedzibą w Budapeszcie (węg. A  Lengyel Köztársaság Budapesti Nagykövetsége) – polska misja dyplomatyczna w stolicy Węgier.

## Historia

### Okres do 1941
W 1915 swoje przedstawicielstwo w Budapeszcie powołał Naczelny Komitet Narodowy, w 1917 przekształcając się w przedstawicielstwo Rady Regencyjnej. W 1919 otwarto konsulat RP, na bazie którego powołano w tymże samym roku poselstwo, które początkowo mieściło się przy Zita Kiralynout ut. 2, obecnie Várkert rakpart (1922–1924), następnie w zabytkowym Domu Sztojakowicza (Sztojakovits-ház) z XV w. przy Országház utca 13 (1932–1939); wydział konsularny przy Akademia ut. 9 (1922), później konsulat w budynku z 1928 przy Kossuth Lajos ter 13–15 (1932), przy Aréna ut. 86-b, ob. Dózsa György út. (1934–1936) i przy Váci ut. 34 (1939). Po zajęciu Polski w 1939 przez wojska niemieckie i sowieckie, mimo nacisków niemieckich, rząd adm. Horthyego do końca listopada 1940 zezwalał na funkcjonowanie poselstwa polskiego w Budapeszcie; w rzeczywistości działalność uległa likwidacji dopiero na początku 1941. Z Węgier do Francji, przy czynnym udziale polskiego poselstwa i aprobacie władz węgierskich, ewakuowano do maja 1940 około 35 tysięcy żołnierzy Wojska Polskiego, oficjalnie internowanych we wrześniu 1939, co miało istotne znaczenie w utworzeniu Polskich Sił Zbrojnych na Zachodzie.
W okresie międzywojennym na Węgrzech funkcjonowały dwa konsulaty, w:
- Miszkolcu (Miskolc) – wicekonsulat (1920)
- Ungvár (obecnie Użhorod) – konsulat (1938–1939)

Promocją zajmowało się przedstawicielstwo handlowe przy Úri ut., potem przy Fővám tér 3.

### Okres po 1945
Po II wojnie światowej na Węgrzech działał Komitet Pomocy Repatriantom Polskim na Węgrzech, następnie Referat do Spraw Repatriacji przy Delegacie Rządu Polskiego na Węgrzech, będąca delegaturą Polskiej Misji Repatriacyjnej w Wiedniu, Polska Misja Repatriacyjna w Budapeszcie przy Szent Domonkos ut. 6, w 1945 reaktywowano stosunki dyplomatyczne, zaś w 1946 otwarto poselstwo z siedzibą w hotelu Bristol przy Kenyermezo ut. 4, oraz w pomieszczeniach b. PMR przy Szent Domonkos ut. 6, przeniesiono się do willi przy Benczúr ut. 7 (1946–), wydział konsularny do Veres Pálné ut. 9, ostatecznie do obecnie zajmowanego eklektycznego budynku Austro-Węgierskiego Towarzystwa Oficjalnego (Osztrák–Magyar Tisztviselő Egylet) z około 1910 na rogu Vilma Királynö ut. 16, ob. Városligeti fasor (poselstwo) oraz Bajza ut. 15 (wydział konsularny) (1948–), łącznie 26 pokoi. Przedstawicielstwo zostało podniesione do rangi ambasady (1954).
Pion handlowy do początku lat 50. miał swoją siedzibę na Andrássy ut. 52, na Szegfü ut. 6 (–1975), przy Stefánia ut. 65 (1975–2010), w budynku ambasady przy Városliget fasor 16 (2010–).
Do dnia 29 marca 1990 przy Ambasadzie funkcjonowała Grupa Operacyjna Nr 1 MSW PRL.

## Podział organizacyjny
- Wydział Polityczno-Ekonomiczny (węg. Politikai-Közgazdasági Osztály)
- Wydział Konsularny i Polonii (węg. Konzuli és Külhoni Lengyelek Osztálya)
- Wydział Administracyjno-Finansowy (węg. Adminisztratĺv és Pénzügyi Osztály)
- Wydział Promocji Handlu i Inwestycji (węg. Kereskedelemfejlesztési és Beruházásösztönzési Osztály)
- Attaché Obrony, Wojskowy i Lotniczy (węg. Véderő, katonai és légügyi attasé)
- Oficer łącznikowy Policji (węg. Rendőrségi összekötő tiszt)
- Instytut Polski (węg. Lengyel Intézet), Nagymező u. 15